# ディアナ・ダービン
ディアナ・ダービン（Deanna Durbin、本名：Edna Mae Durbin、1921年12月4日 - 2013年4月17日）は、1930年代から1940年代のハリウッド映画で活躍した、カナダ人の女優・歌手である。

## 経歴

### デビュー
ダービンはカナダ中部のマニトバ州ウィニペグで生まれた。両親はイギリス・ランカシャーからの移住者で、姉が一人いる。
1935年、14歳のダービンはメトロ・ゴールドウィン・メイヤーと契約し、名前をディアナに変えた。そして、もう一人の契約者、ジュディ・ガーランドと共演の短編映画『アメリカーナの少女(Every Sunday)』でデビューした。ところが、ダービンは間もなく、MGMとの契約を解消された。ハリウッドの伝説では次のようなことが言われている。スタジオの重役ルイス・B・メイヤーは、若く未完成な女性の歌手が二人も必要だとは思わなかったので「太った方を追い出せ」という指示を出した。部下のアーサー・フリードはダービンのことだと思い彼女をすぐクビにしたのだが、実はメイヤーが追い出すよう指示を出したのはガーランドの方だったというのである（確かに、当時ダービンより、ガーランドの方が少し太っていた）。また、アーサー・フリードはキャスティング・カウチ（セックスをした相手に役や契約を回すこと）で悪名高く、当時13歳のジュディ・ガーランドとも性的関係をもっていたことも理由として挙げられる。
ダービンは以前、白雪姫のオーディションを受けたことがあるが、声質が大人っぽすぎることを理由に落選してしまったことがある。

### 成功
ダービンはすぐにユニバーサル・スタジオと契約を結び、初の長編映画『天使の花園』(1936)に出演。この映画は大成功を収め、当時、破産寸前だったユニバーサル・スタジオを危機から救い、彼女はユニバーサルのトップスターになった。続いての主演映画『オーケストラの少女』(1937)はメガ・ヒットになり、ダービンは世界的に有名になった。この映画ではバレリーナのジェーン・バーロウがダービンの吹き替えを踊った。この作品はアカデミー賞の5部門にノミネート。1938年には、1935年のシャーリー・テンプルに続きミッキー・ルーニーと共にアカデミー賞特別賞を受賞した。
ダービンはポピュラーソングからオペラのアリアまで、何でも歌いこなした。
ダービンは少女映画から、長じてはラブストーリーに次々と出演。マネー・メイキング・スターの10位までに入ったことは一度もないものの、キャラクター人形やグッズが売り出された。
『アンネの日記』の著者アンネ・フランクは、第二次世界大戦中に隠れ家の自分の部屋の壁に女優ダービンの写真を貼っていた。隠れ家はそのまま保存されており、ダービンの写真は現在もそのまま貼られている。

### スキャンダル
ダービンは1941年に20歳で助監督のヴォーン・ポールと結婚、1943年に離婚した。1945年にドイツ出身の脚本家で映画プロデューサーであるフェリックス・ジャクソンと再婚し、娘を生んだが、1949年に離婚。
ゴシップ・コラムニストのヘッダ・ホッパーは、ダービンが俳優のジョゼフ・コットンと不倫関係にあったと発言した。しかし、このスキャンダルは、コットンが彼の自叙伝に書いたように、全くの事実無根だった。ホッパーの発言の根拠は、ダービンもコットンも仕事がらみで、別々にスタジオで一夜を明かしたことだけだった。彼らは翌朝スタジオの食堂で顔を合わせるまで、そのことを知らなかった。
コットンはホッパーのでっち上げに怒り、ハリウッドのイベントでホッパーが椅子に座ろうとした時、彼女の椅子を蹴り倒した。その光景を見た観客からは、自然に拍手が沸き起こった。

### イメージチェンジの失敗
1940年代半ば、ダービンはもっと洗練された役柄を求めた。そして、フィルム・ノワール『クリスマスの休暇』(1944)で本格的な人間ドラマに挑戦し、影のある女を演じた。続いて『Lady on the Train』(1945)ではミステリーにも挑戦した。しかし世間は、以前の映画での愛らしいダービンを求めた。ダービンはイメージチェンジを諦め、以降はまたラブストーリーに出演するようになった。

### 引退
ダービンは『Lady on the Train』のフランス人プロデューサーであるシャルル・ダヴィッドと結婚後、1950年に引退。二度と芸能界には戻らないと誓ってフランスのパリ近郊の小さな村に移住し、ダヴィッドとの間に生まれた息子を育てた。それからもダービンには多数の出演オファーが寄せられ、中にはマリオ・ランツァからの依頼も何度かあったが、彼女はマスコミから完全に姿を消した。ダービンは1983年に一度だけ受けた映画史研究家のデヴィッド・シップマンの短いインタビューで、彼女のプライバシーの権利を断固として主張している。
2013年4月末、ダービンの息子が会報誌「the Deanna Durbin Society」で、ダービンの死去を発表した。亡くなった日付や死因については不明。ただし、死亡日を4月17日とする資料や3月31日とする資料もある。
ディアナ・ダービンの名は、ハリウッド・ウォーク・オブ・フェームの星に刻まれている。

## 主な出演作品
| 公開年 | 邦題 原題                             | 役名                                         | 備考 |
| ------ | ------------------------------------- | -------------------------------------------- | ---- |
| 1936   | 天使の花園 Three Smart Girls          | ペニー・クレイグ                             |      |
| 1937   | オーケストラの少女 100 Men and a Girl | パトリシア                                   |      |
| 1938   | アヴェ・マリア Mad About Music        | グロリア                                     |      |
| 1938   | 年ごろ That Cerrtain Age              | アリス・フラートン                           |      |
| 1939   | 庭の千草 Three Smart Girls Grow Up    | ペニー・クレイグ                             |      |
| 1939   | 銀の靴 First Love                     | コンスタンス・ハーディング                   |      |
| 1940   | ホノルル航路 It's a Date              | パメラ・ドレイク                             |      |
| 1940   | 青きダニューヴの夢 Spring Parade      | イロンカ                                     |      |
| 1943   | 海を渡る唄 The Amazing Mrs. Holliday  | ルース                                       |      |
| 1943   | 春の序曲 His Butler's Sister          | アン・カーター                               |      |
| 1944   | クリスマスの休暇 Christmas Holiday    | ジャッキー・ラモント／アビゲイル・マーティン |      |
| 1947   | 私はあなたのもの I'll be Yours        | ルイーズ                                     |      |
| 1948   | 恋ごころ For the Love of Mary         | メアリー・ペッパーツリー                     |      |